# Philaeus chrysops
Philaeus chrysops es una especie de araña saltarina, de la familia Salticidae.

## Descripción

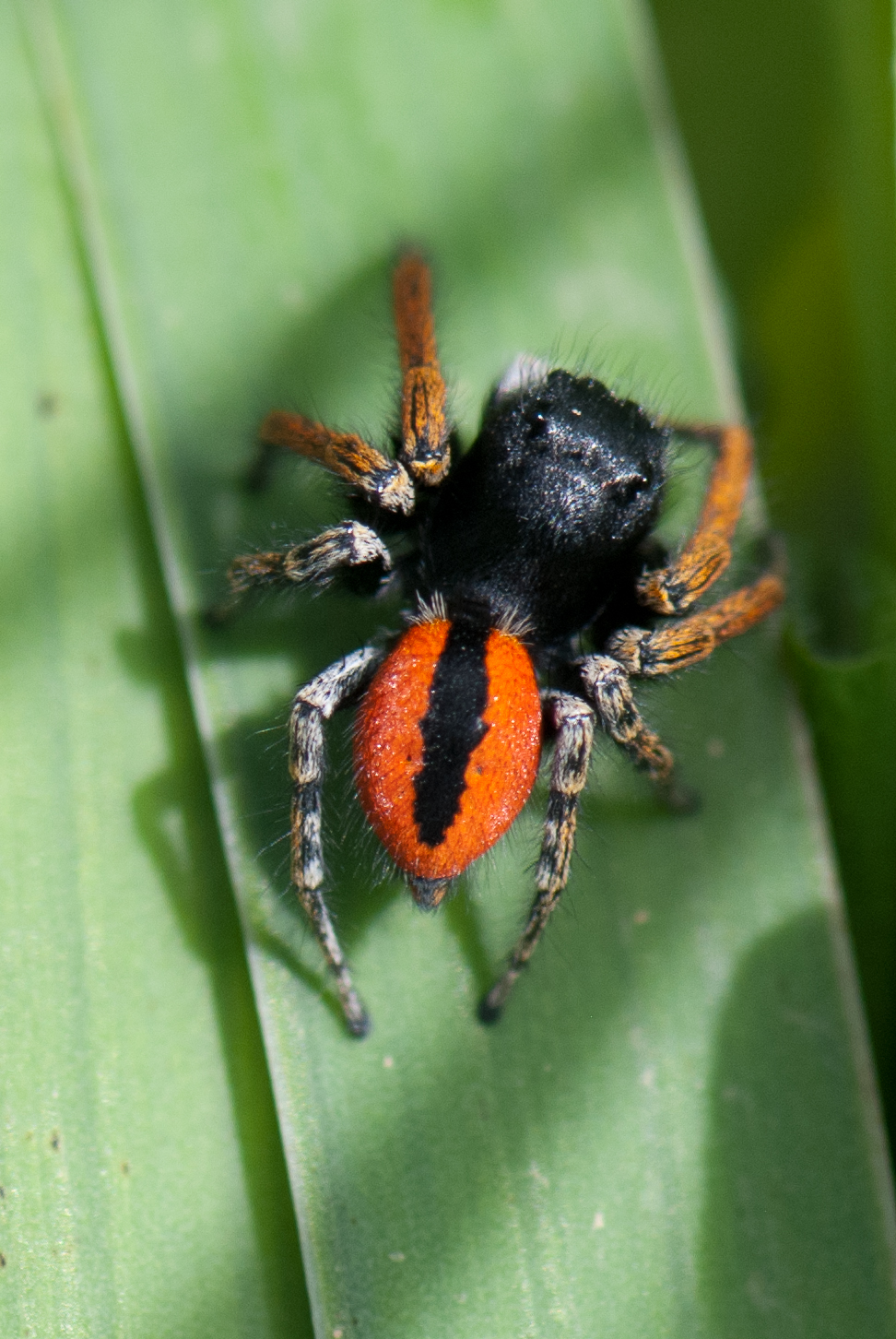
Macho

El largo normal de su cuerpo es de 7-12 milímetros, en el caso de los machos pueden llegar a 5 milímetros. Inusual para las arañas, ya que normalmente los machos son más grandes. entre sexos son muy distintos, los machos son muy coloridos con un opistosoma notoriamente rojo (chrysops significa "ojo dorado" en griego), mientras que las hembras tienen un Cefalotórax de color oscuro pardo con dos líneas blancas detrás de sus ojos. El abdomen es en la parte posterior y en sus costados de color rojo-naranja brillante con una línea negra longitudinal en el centro y los hombros. Las largas piernas y las rodillas son negras, la mayoría de la tibia de las dos primeras piernas son de un brillante color rojo anaranjado. El cefalotórax de la hembra es muy similar al del macho, pero sus rayas blancas son más pequeñas, la parte posterior de su abdomen esta cubierta con una banda de color marrón con dos rayas y algunas rayas blancas por sus costados. El resto del abdomen y los lados son anaranjados, las patas son de color marrón claro con anillos de un marrón más oscuro. Les gusta estar en zonas donde haya bastante sol, en piedras, y zonas despejadas.Cazan pequeños insectos de los que se alimenta pegando pequeños saltos , y deteniéndose para dar el salto final hacia la presa, que suele ser bastante grande en comparación con su tamaño.

## Distribución
Se encuentran en la zona Paleártico, cerca del sur de China, Eurasia, Oriente Medio, Norte de África.